# レイトン・リース
レイトン・リース（Reighton Thomas Rees、1940年1月17日 - 2003年6月8日）は、ウェールズの元プロダーツプレイヤー。
1970年代を通して最も成功したダーツプレイヤーの一人であり、同郷のアラン・エヴァンスと共に、ウェールズでのダーツ人気を高めるのに大きな役割を果たした。
第1回のBDOワールド・ダーツ・チャンピオンシップの優勝者でもあったリースは、元世界ランキング1位であり、1977年のWDFワールド・カップでのシングルス王者でもあった。

## 来歴
リースが最初にテレビの舞台で活躍したのは、イギリスのヨークシャー・テレビによって制作されたパブ・ゲームのコンペティション・シリーズであるインドア・リーグによってであった。リースは1974年、この第3回大会に出場し、決勝でアラン・エヴァンスを破って優勝を果たした。同年4月に行われたニュース・オブ・ザ・ワールド・ダーツ・チャンピオンシップでは、初戦でアメリカのアル・リップマンに敗れた。翌年のインドア・リーグでは準々決勝で同郷のフィル・オバードに敗れ連覇とはならなかった。この年のワールド・マスターズはリースにとって初出場であったが、初戦であえなく敗退した。翌1976年、リースはインドア・リーグでの成功を繰り返し、準々決勝からクリフ・ラザレンコ, コンラッド・ダニエルズ, チャーリー・エリックスを立て続けに破り、2度目の優勝を果たした。この勝利の後、リースはプロへの転向を決意した。
1976年のニュース・オブ・ザ・ワールド・チャンピオンシップでは決勝まで進み、そこでビル・レナードに敗れた。翌年、リースはWDFワールド・カップにおいて再びビッグタイトルを手にした。チーム (3人) , ペア, シングルスの3部門に分かれて行われたこの大会ではイングランドとウェールズが主な優勝候補と目されていたが、実際もその予想通りとなり、ペアはイングランド、チームはリースを含むウェールズがそれぞれ制し、決着はシングルスの結果次第という状況となった。このシングルスにおいてリースは準々決勝で90超えの平均値を記録してエリック・ブリストウを打ち破った後、アラン・エヴァンスを準決勝で下し、イングランドのクリフ・ラザレンコとの決勝戦を設定した。ワールド・カップの勝敗を決するこの決勝は3-3 (レッグ) で最終レッグに突入し、ラザレンコは先にダブル20を打つ絶好の機会を得たが、これを3本外し、今度はリースが2本目でダブル20を決め、ウェールズを優勝に導いた。同年のワールド・マスターズでは、ラスト32でベルギーのルイ・ヴァン・イゼゲムに敗れた。
翌1978年の第1回BDOワールド・ダーツ・チャンピオンシップにリースは第3シードで出場した。初戦を完封で勝ち上がった後、準々決勝で相対したのはアラン・エヴァンスであった。トーナメントで最高の試合とされたこの一戦では、第6レッグでリースがTV放送された中で初の10ダーツを決めるなどし、平均97.49で同94.85のエヴァンスを6-3 (レッグ) で撃破した。この対戦中、リースはトーナメント最高の161チェックアウトも決めていた。準決勝のリースは本調子でなく、アメリカのニッキー・ビラククルに苦戦を強いられるが、8-7 (レッグ) で下し決勝に進んだ。決勝においてリースは再び平均値90を超えるプレーを見せ、ジョン・ロウを11-7 (レッグ) で下して記念すべき初代ワールド・ダーツ・チャンピオンに輝いた。リースとロウは同年のバトリンズ・グランド・マスターズの決勝でもぶつかり、リースは再度この対決を制している。翌年のBDOワールド・チャンピオンシップでもリースは第3シードであり、準決勝で再びエヴァンスを、今度は3-1 (セット) で下し連覇をかけてジョン・ロウとの決勝に臨んだが、0-5 (セット) で敗れタイトルを失った。同年のワールド・マスターズでは、ラスト32でバリー・ダンに敗北した。
タイトル奪還をかけ挑んだ1980年のBDOワールド・チャンピオンシップでは第4シードであり、初戦である第2ラウンドを突破して準々決勝に進むが、同第5シードのボビー・ジョージに1-3 (セット) で敗れた。同年のバトリンズ・グランド・マスターズでは準決勝でデイブ・ウィットコムを下した後、再びボビー・ジョージとぶつかるが、今回もジョージに軍配が上がった。リースはメジャー大会で結果を出し続け、同年の英国マッチプレーでも決勝まで進み、そこでジョッキー・ウィルソンに敗れた。翌年のワールド・チャンピオンシップは第11シードでの出場であり、初戦を勝ち抜いた後、第2ラウンドでセリ・モーガンに敗れた。この年のゴールデン・ゲート・クラシックでリースは決勝でアメリカのデイブ・ミラーを下し、再び大きなタイトルを手にした。初開催となった英国プロ選手権では準々決勝まで進んだ後、ジョン・ロウに2-4 (セット) で敗れた。同年12月に行われたワールド・マスターズでは初めて準々決勝まで勝ち上がり、最終的なチャンピオンであるエリック・ブリストウに1-2 (セット) で敗れた。
1982年のワールド・チャンピオンシップでは初めて試合に勝てず、初戦でスコットランドのアンガス・ロスに敗れた。同年のバトリンズ・グランド・マスターズでは初戦で最終的なファイナリストとなるクリフ・ラザレンコに敗れた。この結果は英国プロ選手権でも同様であり、初戦でエリック・ブリストウ相手に敗退した。ワールド・マスターズの第2ラウンドで敗退した後、リースは自身及びBDOにとって6度目のワールド・チャンピオンシップに臨んだが、初戦で第6シードのクリフ・ラザレンコに敗れた。同年の英国プロ選手権では初戦を突破し、ラスト16でボビー・ジョージと対戦するが、3-4 (セット) で惜敗した。翌年、リースは初めてワールド・チャンピオンシップに出場できず、メジャー大会には英国プロ選手権にのみ出場した。この大会では、初戦で再びクリフ・ラザレンコに敗れ、敗退した。リースはこの年のWDFヨーロッパ・カップで躍動し、シングルスにおいて準々決勝でデイブ・ウィットコムを下した後、準決勝ではスティーブ・ブレナンを破り、ジョン・ロウとの決勝に臨んだ。ただこの試合におけるロウは絶好調であり、リースは1レッグも獲得できず、最後はロウが164チェックアウトを決め優勝を果たした。翌1985年のワールド・チャンピオンシップでは、初戦でオーストラリアのラッセル・スチュワートに敗れた。同年の英国プロ選手権も振るわず、初戦で同郷のデヴィッド＝ロッキー・ジョーンズに敗れた。
1986年、リースは1年を通してメジャートーナメントに出場しなかった。翌1987年に2年ぶり8回目のワールド・チャンピオンシップに出場したが、再び初戦で、今度は第3シードのマイク・グレゴリーに敗れ去った。この年の英国プロ選手権において、リースは久しぶりにメジャー大会の舞台で活躍し、スコット・コールマン, デイブ・ウィットコム, ウェイン・ジョーンズ, デニス・ヒックリングを破って、BDOのメジャーでは1980年の英国マッチプレー以来となる決勝の舞台に立った。この試合においてリースは元世界チャンピオンのキース・デラーと対戦し、よく戦ったが、最後には5-7 (セット) で敗れ準優勝であった。リースは翌1988年のワールド・チャンピオンシップに出場しなかった。昨年準優勝の英国プロ選手権では、最終的なチャンピオンであるジョッキー・ウィルソンに敗れ、ベスト8であった。1989年、リースはワールド・チャンピオンシップを含む全てのメジャー大会に出場しなかった。翌1990年のワールド・チャンピオンシップはリースにとって最後のチャンピオンシップとなった。49歳のリースは初戦でいきなりトップシードのエリック・ブリストウとぶつかり、0-3 (セット) で敗退した。
リースはプロダーツからはほとんどセミリタイヤ状態となり、同1990年はアメリカのチャレンジ・オブ・チャンピオンズという大会に出場し、初戦でリック・ネイに敗れた。翌1991年にはWDFワールド・カップのシングルスに出場し、初戦に勝った後、ラスト64でレイモンド・ファン・バルネフェルトと対戦し、1-4 (レッグ) で敗れた。またリースは、同年から1996年まで毎年 (93年を除く) 英国国際選手権という、イングランド, スコットランド, ウェールズによる対抗戦に出場した。リースのプロダーツ界における最後の勝利もこの大会であり、1994年のロニー・シャープに対するものがそれであった。同様にして最後の試合もこの大会中で行われた。1996年大会、ボブ・テイラーに初戦で敗れたリースは、この試合を最後にプロダーツ界から姿を消した。

## 戦績

### BDO世界選手権
- 9勝8敗 出場9回
- 優勝: 1回 (1978)
- 準優勝: 1回 (1979)
- ベスト4: 無し
- ベスト8: 1回 (1980)

### ワールド・マスターズ
- 7勝7敗 出場7回
- 優勝: 無し
- 準優勝: 無し
- ベスト4: 無し
- ベスト8: 1回 (1981)

### ニュース・オブ・ザ・ワールド・ダーツ・チャンピオンシップ
- 4勝3敗 出場3回
- 優勝: 無し
- 準優勝: 1回 (1976)
- ベスト4: 1回 (1970)
- ベスト8: 無し

### 英国プロ選手権
- 9勝7敗 出場7回
- 優勝: 無し
- 準優勝: 1回 (1987)
- ベスト4: 無し
- ベスト8: 2回 (1981, 88)

## 世界選手権の結果

### BDO
- 1978年: 優勝 (11 - 7 [レッグ] ジョン・ロウに勝利)
- 1979年: 準優勝 (0 - 5 [セット] ジョン・ロウに敗北)
- 1980年: 準々決勝 (1 - 3 ボビー・ジョージに敗北)
- 1981年: 第2ラウンド (1 - 2 セリ・モーガンに敗北)
- 1982年: 第1ラウンド (0 - 2 アンガス・ロスに敗北)
- 1983年: 第1ラウンド (0 - 2 クリフ・ラザレンコに敗北)
- 1985年: 第1ラウンド (1 - 2 ラッセル・スチュワートに敗北)
- 1987年: 第1ラウンド (0 - 3 マイク・グレゴリーに敗北)
- 1990年: 第1ラウンド (0 - 3 エリック・ブリストウに敗北)